# Марино Поље
Марино Поље је насељено место у општини Петрич у области Благоевград, Бугарска. Према попису из 2021. године било је 240 становника.
Према бугарском географу и историчару, Василу Канчову, у Марином Пољу је 1900. године живело 90 Словена хришћана. Село је добило име по локалној девојци Марији која је побегла од куће са својим изабраником, због чега је њен отац убио. Она је била сахрањена на месту данашњег села. Касније су њене кости разнесене по пољу где је настало суседно село Марикостиново. Након Балканских ратова насељавају се словенске избеглице из села Спатово и Сенгелово код Валовишта и Кула и Хазнатар код Сера у грчкој Македонији.